# مبنى نيويورك العالمي
مبنى نيويورك العالمي (بالإنجليزية:The New York World Building)، كان المبنى العريق يتكون من 20 طابقًا، حيث بدأ بناءه بتاريخ 10 أكتوبر 1889 وأُنجز البناء في اليوم العاشر من ديسمبر عام 1890، وكان يعد أحد أكبر الأبراج في مدينة نيويورك، أزيل هذا المبنى سنة 1955.

## وصلات خارجية
- World Tower at Nyc-architecture.com
- World Tower at Skyscraper.org